# Acéfalos
Acéfalos es el nombre que dieron a unos herejes, porque entre ellos ninguno se preció de jefe o cabeza, los que impugnaban el Concilio de Calcedonia. 
Los que figuraron principalmente fueron Severo, Atanasio y otros eutiquianos que en Alejandría se separaron del obispo Pedro Mongo, por parecerles poco contrario del Concilio. Doscientos de los más furiosos, capitaneados por Severo, después de haber alborotado varios pueblos de Oriente, fueron a Constantinopla para atacar al Patriarca defensor del Concilio en cuya ciudad cometieron mil excesos.
Se llamaban también acéfalos aquellos clérigos que no vivían sujetos a determinado obispo. En Inglaterra daban este nombre en tiempo de Enrique I a los pobres que no teniendo bienes algunos, tampoco reconocían cabeza o superior a quien pagar feudo o tributo.
En el Norte, había unos pueblos a los que dieron el nombre de acéfalos, no porque materialmente no tuviesen cabeza como antiguamente creyeron algunos, sino porque eran tan bárbaros e indómitos que no tenían un jefe o cabeza que les mandase o dirigiese.